# 渋谷慶太
渋谷 慶太（しぶや けいた、1971年1月15日 - ）は、日本の手品師。東京都北区出身

## 芸風
手品師ケン正木に師事し、1991年にプロとしてデビューする